# Terregles
Terregles ist eine Streusiedlung in der schottischen Council Area Dumfries and Galloway. Sie liegt rund vier Kilometer westlich des Zentrums von Dumfries in der Region Nithsdale in der traditionellen Grafschaft Dumfriesshire. Terregles ist Hauptort des gleichnamigen Parishs.

## Geschichte
Im Jahre 1573 wurde in Terregles die Terregles Parish Church eröffnet. Von diesem Bauwerk sind jedoch nur noch Fragmente, im Wesentlichen der Chor, erhalten, die in den um 1800 entstandenen Kirchenneubau integriert wurden. Die Ortschaft war Hauptsitz der Lords Herries of Terregles, deren Titel und Besitztümer auf Grund ihrer Beteiligung an den Jakobitenaufständen von 1715 aberkannt und eingezogen wurden. Vermutlich gegen Ende der 1780er Jahre ließ die Familie das Herrenhaus Terregles House errichten. Nachdem ein Brand das in den 1830er Jahren von Robert Smirke umgestaltete und erweiterte Gebäude 1956 verheert hatte, wurde es 1964 abgebrochen. Die heute als Kategorie-A-Denkmal geschützten Stallungen sind verblieben.
Im Rahmen der Zensuserhebung 1961 wurden in der kleinen Ortschaft Terregles 52 Einwohner gezählt.

## Verkehr
Terregles ist über die Terregles Road erreichbar. Diese Straße, an der mit dem Palmerston Park das Stadion des schottischen Fußballvereins Queen of the South gelegen ist, zweigt im Zentrum von Dumfries von der A780 ab. Mit der A75 (Stranraer–Gretna Green), der A76 (Kilmarnock–Dumfries), der A701 (Edinburgh–Dumfries) sowie der A711 (Argrennan–Dumfries) sind vier Fernstraßen innerhalb weniger Kilometer gelegen.